# Certima subfulvata
Certima subfulvata là một loài bướm đêm trong họ Geometridae.